# 1118
1118 (MCXVIII) fue un año común comenzado en martes del calendario juliano.

## Acontecimientos
- Comienza el pontificado del papa Gelasio II.
- Bernardo de Sedirac, Arzobispo de Toledo, reconquista Alcalá de Henares.
- al-Mustárshid sucede a al-Mustázhir como califa Abasida.
- Juan II Comneno sucede a Alejo I Comneno como emperador de Bizancio.
- El concilio de Toulouse concede Bula de Cruzada para la reconquista a los musulmanes de la ciudad de Zaragoza.
- El 18 de diciembre el rey Alfonso I de Aragón el Batallador conquista Zaragoza.
- Fundación de la Orden del Temple en Jerusalén.
- Se funda Bosnia.

## Nacimientos
- 21 de diciembre - Thomas Becket, arzobispo de Canterbury.
- Gualdim País, Gran Maestre de la Orden del Temple en Portugal.
- Nur al-Din, gobernante sirio.

## Fallecimientos
- 15 de agosto - Alejo I Comneno, emperador bizantino.
- 21 de enero - Pascual II, papa.
- Felipe Halstensson, rey de Suecia.
- Edith de Escocia, reina consorte de Inglaterra